# Ciguñuela
Ciguñuela es un municipio y localidad española en la provincia de Valladolid (a 12 km de la capital), en la comunidad autónoma de Castilla y León. Tiene una superficie de 30,40 km² con una población de 384 habitantes (2016) y una densidad de 13,30 hab/km².
Localidad situada en el Camino de Santiago de Madrid.

## Geografía

### Flora y fauna
Junto a los páramos y cultivos ya anteriormente mencionados, existen pinos comunes, que son el refugio de animales como la perdiz, la codorniz, la liebre o el conejo.

## Historia

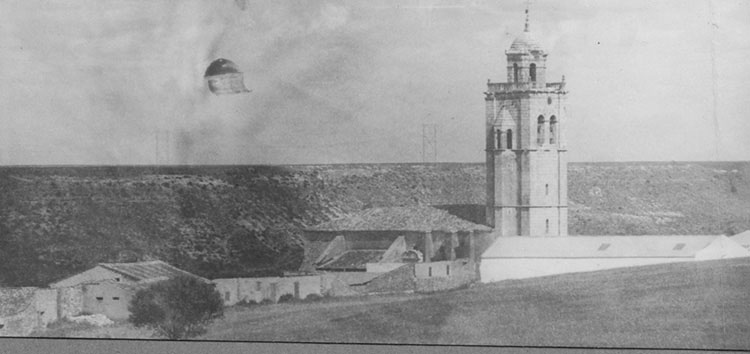
Vista panorámica de la localidad, segunda mitad del.

A principios del siglo XX tenía unos 650 habitantes.
El 21 de enero de 1916 una disputa entre dos familias enfrentadas acabó con tres muertos y varios heridos.
En esta localidad nació el maestro de primera enseñanza Dióscoro Galindo, fusilado en agosto de 1936 junto al poeta Federico García Lorca en el barranco de Víznar. Estaba destinado en Pulianas cuando fue ejecutado por su ideología republicana progresista.

## Geografía humana

### Demografía
Cuenta con una población de 358 habitantes (INE 2024).

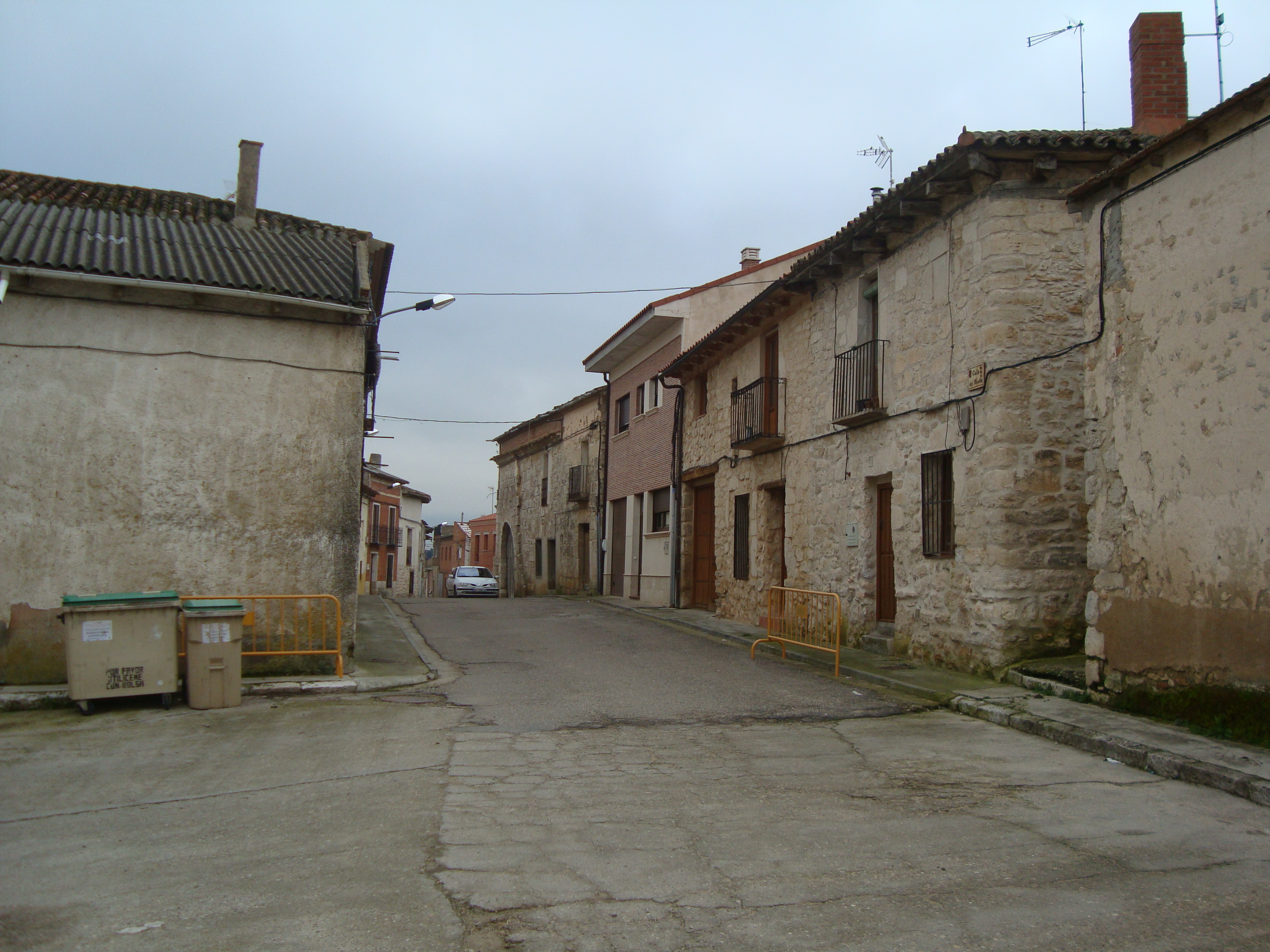
Una calle de la localidad, año 2016.

| Gráfica de evolución demográfica de Ciguñuela entre 1842 y 2021                                                       |
| |
| Población de derecho según los censos de población del INE. Población de hecho según los censos de población del INE. |

| 368           | 368 | 388 | 381 | 385 | 387 | 356 |
| (Fuente: INE) |     |     |     |     |     |     |

### Economía

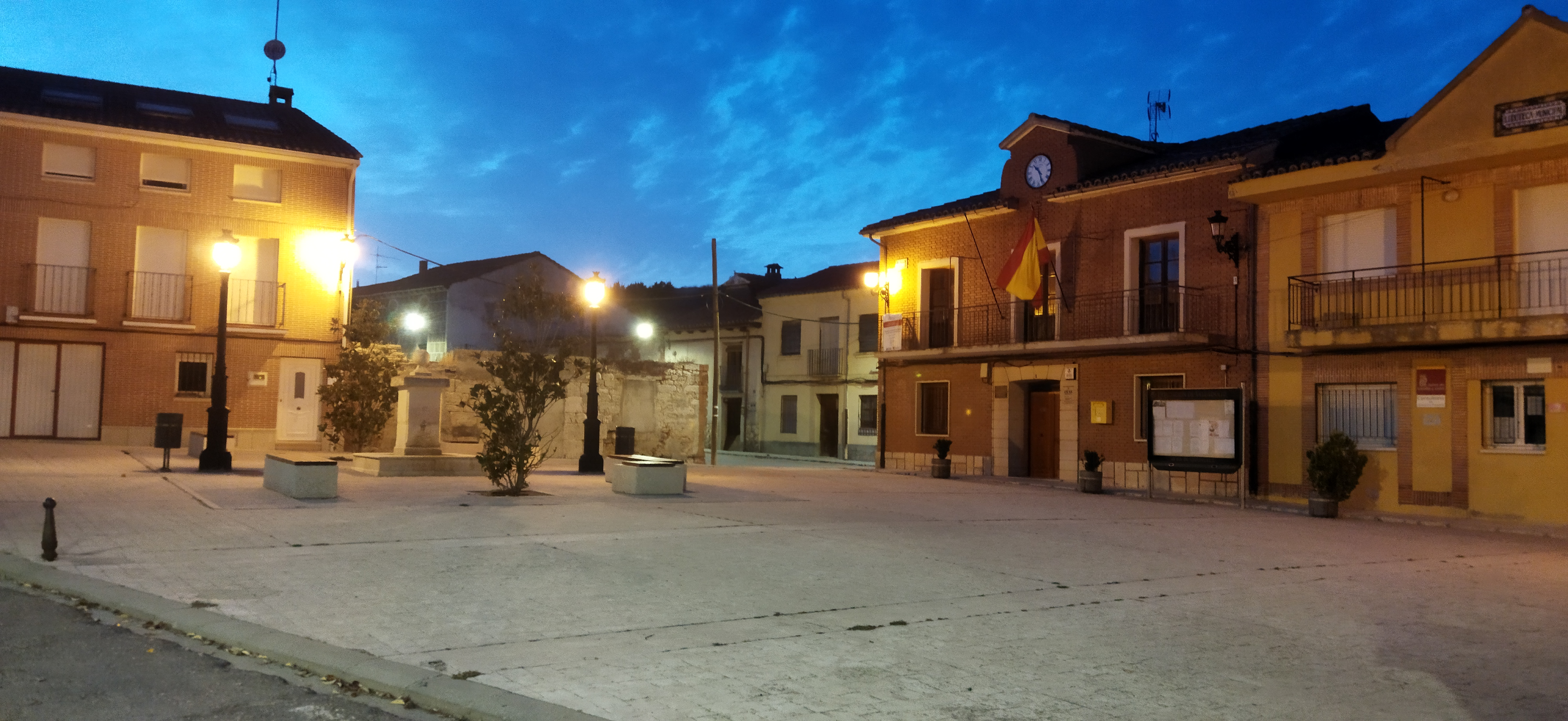
Plaza mayor de Ciguñuela, año 2022.

Sus habitantes se dedican a la agricultura (cultivos de trigo y cebada), ganadería y sector servicios.
El paisaje de Ciguñuela es típicamente castellano. Anchos páramos, con una variación del color que va desde el verde al amarillo según la estación del año en que se encuentre.

## Patrimonio

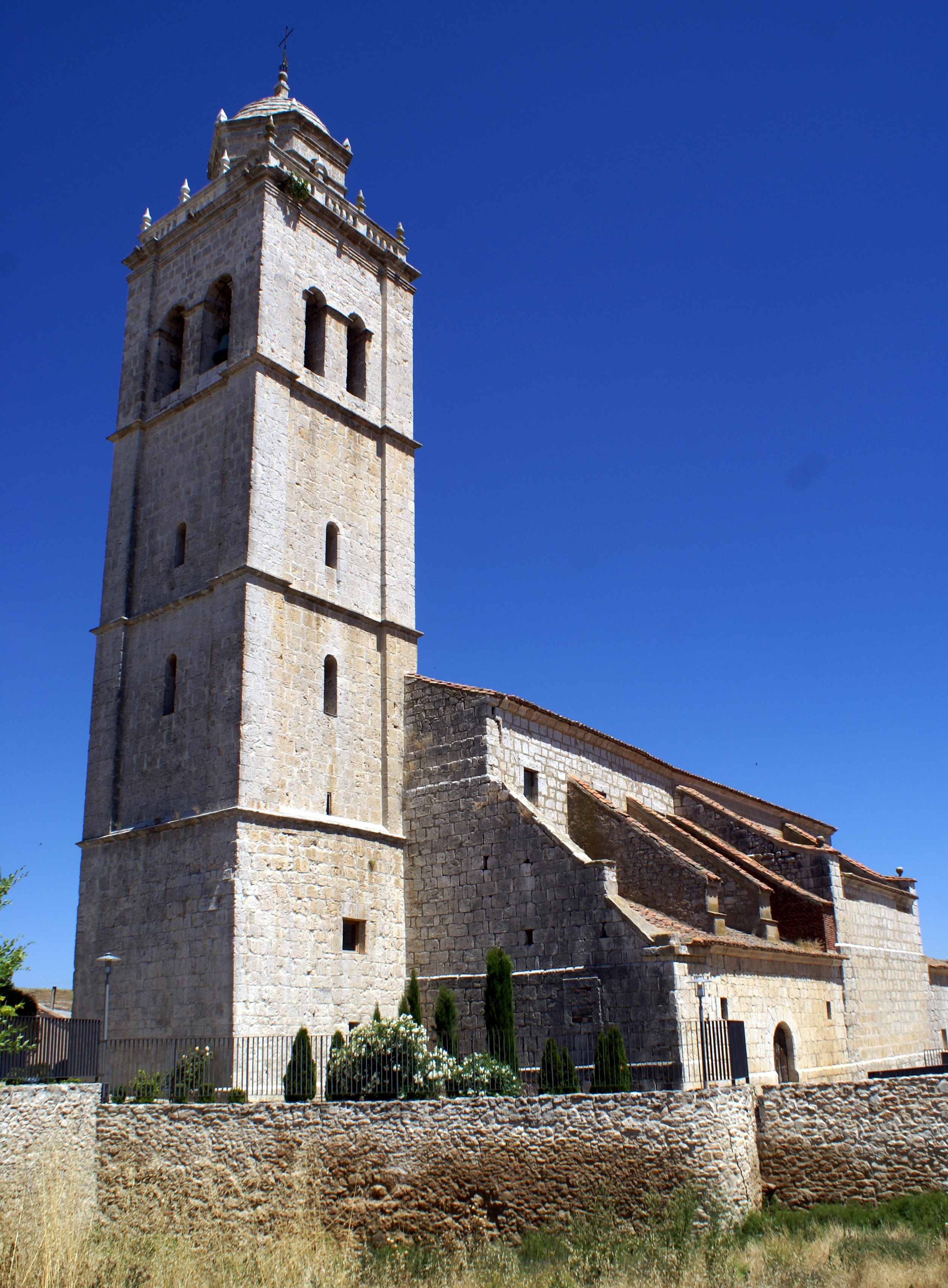
Iglesia de San Ginés

La iglesia de San Ginés es su monumento más emblemático. Es el edificio más alto del pueblo, y fue construida en el siglo XVI. En su día sirvió para comunicarse con la atalaya de Simancas o con los Castillos de Peñaflor y Castromonte. 
Dentro de la iglesia se encuentra el Cristo del Humilladero, obra anónima, atribuida en ocasiones a Gil de Siloe, que data del siglo XV. Ha formado parte de exposiciones como Las Edades del Hombre. 
El retablo mayor, del siglo XVI, es de Esteban Jordán.
Otros edificios importantes son la ermita del Humilladero, la plaza Mayor, donde se encuentra el Ayuntamiento, el parque o la Caseta de los Cazadores.

## Cultura

### Festividades
El día de San Ginés, patrón de la localidad, se celebra el 25 de agosto.

### Camino de Santiago
El Camino de Santiago en su ruta desde Madrid pasa por Ciguñuela. La localidad está a 460 km de Santiago y dispone de un albergue para peregrinos. 